# Szczepanów nad Orawą
Szczepanów nad Orawą (słow. Štefanov nad Oravou) – wieś i gmina (obec) w powiecie Twardoszyn, kraju żylińskim, w północnej Słowacji. Wieś lokowana w roku 1355.